# 동공 거리

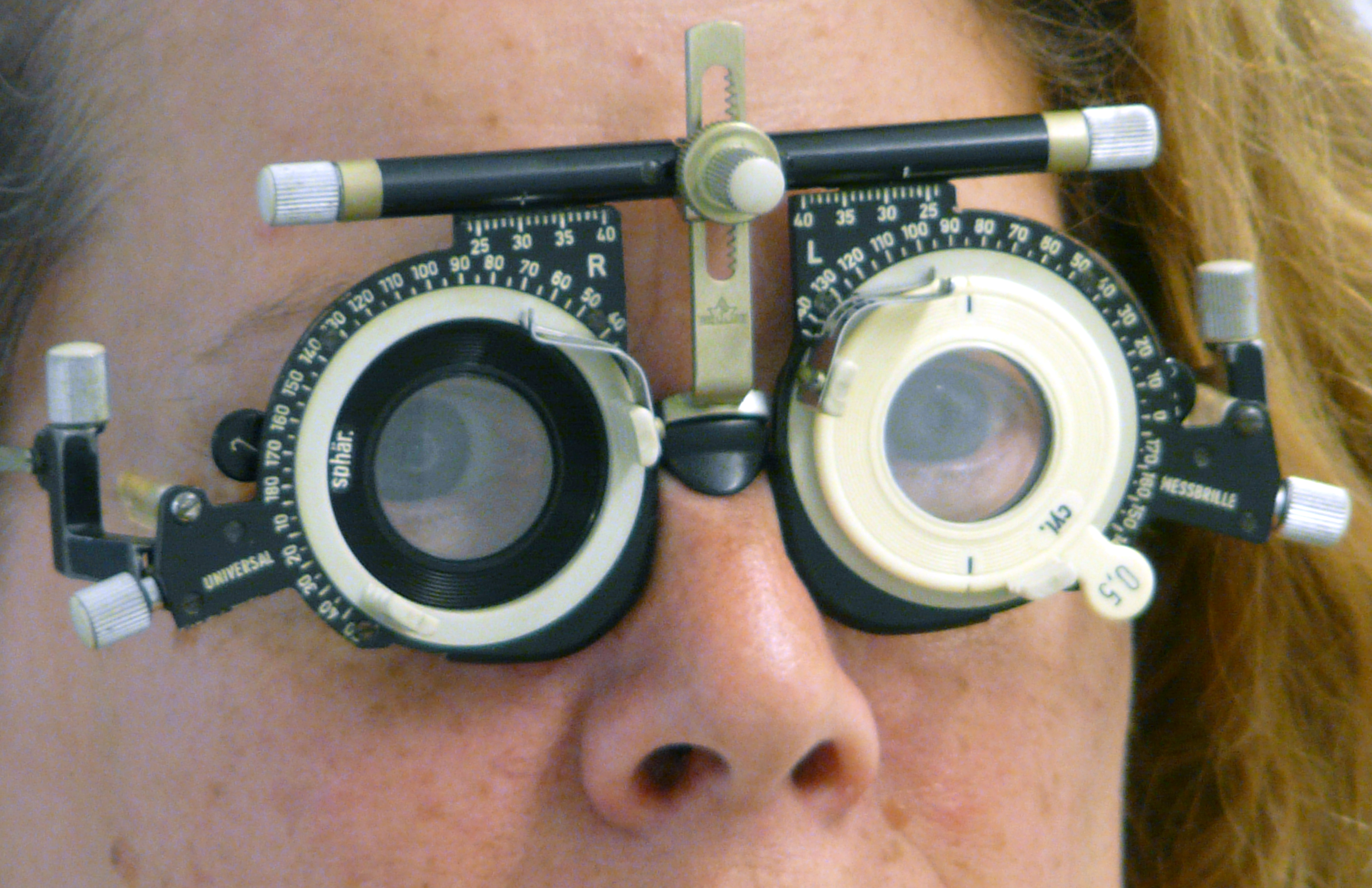
단안 PD(Monocular PD)는 시력 검사 중에 측정이 가능하다.

동공 거리(Pupillary distance, PD)는 더 정확하게는 동공간 거리(interpupillary distance, IPD)로 알려져 있으며 각 동공 중심 사이의 밀리미터 단위 거리이다.

## 동공간 거리 분류
동동거리는 피사체가 무한히 먼 물체에 시선을 고정할 때 기본 위치에서 눈의 시각적 축 사이의 간격이다. 근거리 PD는 피사체가 의도한 작동 거리에서 가까운 물체에 시선을 고정할 때 안경 렌즈 평면에서 눈의 시축 사이의 분리이다. 중간 PD는 원거리와 근거리 사이의 특정 평면에 있다. 단안 PD는 오른쪽 또는 왼쪽 시축에서 콧대까지의 거리를 말하며, 이는 해부학적 변화로 인해 각 눈마다 약간 다를 수 있지만 항상 양안 PD에 합산된다. 처방 안경을 착용해야 하는 사람들의 경우 안경사가 단안 PD 측정을 고려하면 렌즈가 최적의 위치에 위치하도록 하는 데 도움이 된다.
PD는 처방 안경을 지정하는 데 사용되는 검안 용어인 반면, IPD는 양쪽 눈 동공이 보기 시스템의 출사 동공 내에 위치해야 하는 양안 보기 시스템 설계에 더 중요하다. 이러한 관찰 시스템에는 쌍안 현미경, 야간 투시 장치 또는 고글(NVG), 머리 장착 디스플레이(HMD)가 포함된다. IPD 데이터는 출구 광학 장치나 접안렌즈의 측면 조정 범위를 지정하기 위해 이러한 시스템을 설계하는 데 사용된다. IPD는 또한 쌍안 광학 시스템의 출사 동공 또는 광축 사이의 거리를 설명하는 데 사용된다. IPD와의 차이점은 인체 측정 데이터베이스의 중요성과 대상 사용자 집단에 맞는 IPD 조정 기능을 갖춘 양안 관찰 장치의 설계이다. 쌍안경이나 현미경과 같은 도구는 다양한 사람이 사용할 수 있으므로 접안렌즈 사이의 거리는 일반적으로 IPD를 고려하여 조정 가능하다. 일부 응용 부문에서는 IPD가 올바르게 설정되지 않으면 불편한 시청 환경과 눈의 피로를 유발할 수 있다.

## 같이 보기
- 안과